# Мейер, Фёдор Егорович
 Фёдор Егорович Мейер  (нем. Johann Friedrich Wilhelm Ludwig Clemens Meyer; 15 мая 1824, Бад-Арользен Германская империя — 17 мая 1899, Гейдельберг, Германская империя) — немецко-русский писатель, драматург, журналист и редактор; профессор Гейдельбергского университета.

## Биография
Родился 15 мая 1824 года в Бад-Арользене. В 1837/1838 году посещал гимназию в Вецларе, затем учился в Касселе, а с 1840 года — в Клаустальской горной академии. Увлекся немецким языком, литературой и древностями и, не окончив обучения в академии, в 1842 году уехал в Берлин, где сдал экзамен на аттестат зрелости в Кёльнской гимназии (нем.). В Берлинском университете в течение года он изучал естественные науки, а затем немецкий язык и литературу и в декабре 1845 года защитил докторскую диссертацию и был удостоен университетом степени доктора философии и магистра свободных искусств.
С 1845 по 1849 год в Курляндской губернии был воспитателем и домашним учителем. В 1849 году сдал экзамен при Дерптском университете на звание учителя гимназии по немецкому и латинскому языку. В 1851 году переехал в Санкт-Петербург, где в мае 1852 года Императорской академией наук назначен редактором «St. Petersburgische Zeitung».
Весной 1853 года стал лектором немецкого языка в Императорском Санкт-Петербургском университете; в 1854 году назначен членом испытательной комиссии по немецкому языку, а в 1860 году руководителем кандидатов-педагогов в теоретических и практических занятиях по немецкому языку; в 1864 году назначен членом и экзаменатором испытательного комитета.
В июне 1874 года по прошению был уволен из университета в чине коллежского советника и уехал в Германию. Летом 1880 года был утверждён приват-доцентом Гейдельбергского университета, с июля 1882 года — экстраординарный профессор по кафедре германской филологии. В Гейдельберге он вступил в масонскую ложу «Ruprecht zu den Fünf Rosen».
Скончался 5 мая 1899 года.

## Семья
Был женат на Доротее Бурси, дочери медицинского инспектора Курляндии Карла Бурси. Их дети:
- Элизабет (Lisbeth Hausmann), жена Р. Хаусмана
- Кете (Käthe Dehio), жена К. Дегио
- Габриэль (Gabriele Schlüter), жена В. Шлютера
- Вольфганг Александр (1862—1930), драматург
- Альфред (1864—1928)